# وسيم خير
وسيم خير هو ممثل ومخرج فلسطيني، من مواليد قرية البقيعة في الجليل الأعلى. تلقى تعليم المسرح في جامعة حيفا. شارك وسيم في أعمال فنية عديدة كممثل، مؤلف، ومخرج. كما وشارك في مهرجان المسرح العربي في الرباط في عام 2015، حيث قدم ورشة مسرحية تحمل عنوان «التعبير الجسدي كلغة فصيحة للممثل»  كما وقام وسيم خير بالمشاركة في جولة عروض فنية مسرحية في لبنان برفقة الممثل المسرحي أسامة عطوة عضو فرقة دار قنديل للثقافة والفنون، في عام 2015 قام كلا الفنانين بعرض أعمال فنية وورشات في بيروت ومخيمات اللجوء الفلسطينية في لبنان كمخيم عين الحلوة، وصبرا وشاتيلا. اعتقل الفنان أسامة عطوة مباشرة بعد عودته إلى فلسطين. قام خير بانتاج فيلم وثائقي يتحدث عن رحلتهما إلى لبنان وإلى مخيمات اللجوء بالتحديد، يحمل الفيلم عنوان «120 كيلومتر»  كما وأشرف وسيم خير على فيلم قصير يحمل عنوان «أمل وعائد» وهو منتج عمل عليه مجموعة شابات وشباب من قرية البصة المهجرة ضمن مشروع «عدنا» لتصور العودة للقرى الفلسطينية المهجرة. المشروع بتنفيذ وتخطيط جمعية الشباب العرب بلدنا في حيفا. يحكي الفيلم قصة أمل من الجيل الفلسطيني الثالث بعد التهجير، يقص الفيلم عودتها لقريتها البصة. (2018) 

## مسرحيات
من أهم المسرحيات التي تعرف مسيرة خير الفنية هي مسرحية في ظل الشهيد من تأليف واخراج فرنسوا أبو سالم وباولا فونفيك، تمثيل وسيم خير، تصميم الإضاءة: فليب اندريو، ترجمة عامر خليل، ايهاب أبو معمر.
تل الرمان
الديوان لوهم المحطة
روميو وجوليت المشهد الاخير
انا ميت بموت إذا بموت
خفيف لطيف
مين الملك
الماغوط
قواريط امين
لمسرحية الغنائية «سفرطاس» نصوص العمل: حنين جمعة، شادي أبو جبل، وسيم خير، إعداد وإخراج: وسيم خير، ألحان: رقية عابد، تصميم إضاءة: نزار خمرة. عرض العمل في عدة دول منها تونس وأستراليا.
«الأستاذ يوسف»: تأليف وسيم خير، إخراج: محمود مرة، تمثيل: نهاد رضا، إنتاج: مركز القلعة للفنون والمسرح في الناصرة. ضمن مهرجان مسرحيد في مدينة عكا. (2018) 
«المسلخ» عرضت المسرحية لأول مرة في مهرجان عكا. كتابة وإخراج: وسيم خير، تمثيل زمزم إسماعيل، أميمية سرحان، ضياء مغربي، مروان مرة، وخالد ماير. (2019) 
«مريم» 2019

## افلام
درب التبانات
اللحوح
سماء سوداء 
«120 كيلومتر» (فيلم وئاقي)

## الجوائز
حاز خير على جائزة أفضل ممثل في مهرجان مسرحيد 2012 عن مسرحية «في ظل الشهيد».
حاز خير جائزة أفضل إخراج في مهرجان مسرحيد 2019 عن مسرحية «مريم» إنتاج مركز القلعة للفنون والمسرح في الناصرة.